# Museo Taft
El Museo Taft (Taft Museum of Art) es una colección de bellas artes exhibida en un edificio histórico de Cincinnati. Figura en el Registro Nacional de Sitios Históricos listados en el centro de Cincinnati, Ohio y es una propiedad integrada en el Distrito Histórico de Lytle Park.

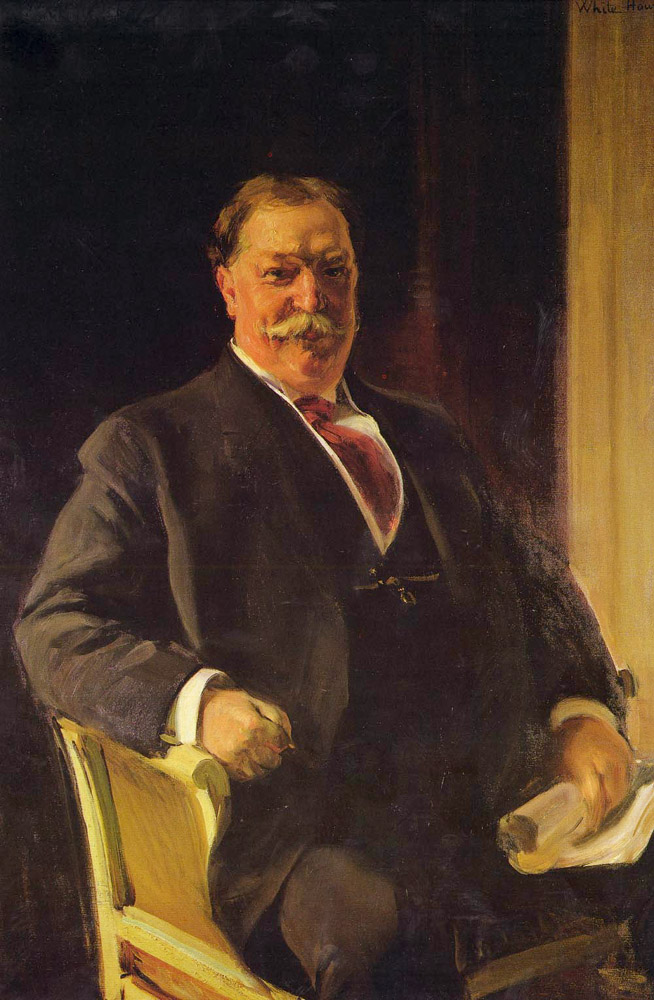
Retrato de Mr. Taft, por Joaquin Sorolla (1909)

## Historia
El primer propietario del edificio fue el político y negociante Martin Baum (1765-1831). Posteriormente fue la residencia del acaudalado vinatero Nicholas Longworth (1783-1863), y más adelante pasó a manos del magnate del acero David Sinton (1808-1900), que vivió en la casa con su hija Anna, quién  se casó con Charles Phelps Taft, medio hermano del presidente de los Estados Unidos William Howard Taft. Los Taft vivieron en la casa desde 1873 hasta 1929. William H. Taft aceptó su nombramiento presidencial en el porche de esta casa en 1908.
Los Taft eran ávidos coleccionistas de arte. Convirtieron su hogar en un museo, y donaron su casa de estilo neogriego y la colección de arte que albergaba al pueblo de Cincinnati en 1927. En el acto de entrega, los Taft declararon que: "Deseamos dedicar nuestra colección de cuadros, porcelanas, y otras obras de arte al pueblo de Cincinnati de tal manera que puedan ser fácilmente accesibles para todos". El Museo Taft abrió sus puertas al público el 29 de noviembre de 1932.
Las colecciones del museo incluyen pinturas europeas de antiguos maestros, con trabajos de Camille Corot, Thomas Gainsborough, Frans Hals, Jean-Auguste-Dominique Ingres, y Adriaen van Ostade, entre otros, y pinturas americanas del siglo XIX, incluyendo los conocidos murales de Robert Duncanson. Las galerías de la casa histórica también incluyen porcelanas chinas, artes decorativas europeas, esmaltes de Limoges, relojes, esculturas, y mobiliario.

## Obras destacadas de la colección
- Joaquín Sorolla, Retrato de Mr. Taft, Presidente de los Estados Unidos, 1909.
- Frank Duveneck, El Aprendiz de Cobbler, 1877.
- Henry Farny, Canción del Cable Parlante, 1904.
- Rembrandt van Rijn, Retrato de un Hombre que se Levanta de Su Silla, 1633.
- J. M. W. Turner, Europa y el Toro, ca. 1840-50.
- James McNeill Whistler, En el Piano, 1858-59.
- Autor anónimo del siglo XIII, Virgen y Niño, de París, Abadía de Santo-Denis, ca. 1260-80.
- Olivuccio di Ciccarello, Madonna Cuidando al Niño con Santos.[5]
- Frans Hals, Retrato de Hombre Sentado Sujetando un Sombrero.
- Gerard ter Borch, Soldado Durmiendo.
- Jeronymus van Diest, Veleros sobre el Río con Pescador.
- Camille Corot, Anochecer:Festival de Pan.
- Charles Daubigny, Anochecer en Oise.
- Una colección apreciable de pinturas en esmaltes de Limoges.

El museo fue abierto de nuevo en mayo de 2004 después de una renovación integral. La ampliación incluye la tienda del museo, el Carl H. Lindner Family Café, y una sala de lectura y espacio de actividades, el Luther Hall.